# 18 de novembre
El 18 de novembre o 18 de santandria és el tres-cents vint-i-dosè dia de l'any del calendari gregorià i el tres-cents vint-i-tresè en els anys de traspàs. Queden 43 dies per finalitzar l'any.

## Esdeveniments
Països Catalans
- 1058 - Barcelona: Consagració de la catedral de Barcelona.[2]
- 1863 - Barcelona: Inauguració del Teatre Romea, que rebé aquest nom en homenatge al popular actor Julián Romea.[3]
- 1902 - Barcelona: Estrena al Romea d'Aigua que corre, drama en tres actes i en prosa, d'Àngel Guimerà.
- 1923 - Rubí: es funda l'Esbart Dansaire de Rubí.

- 1954 - Barcelona: Estrena al Romea de La ferida lluminosa, una obra de teatre en tres quadres i un epíleg, de Josep Maria de Sagarra,
- 2004 - Brussel·les, Bèlgica: Javier Solana, en nom de la Unió Europea, fa saber als vint-i-cinc governs estatals que català i valencià són la mateixa llengua.
- 2005: La Viquipèdia en català arriba a 20.000 articles, amb l'article Diputat.

Resta del món
- 1493: Inici de la batalla de Delebio entre el Ducat de Milà i la República de Venècia.
- 1626: Consagració de la Basílica de Sant Pere del Vaticà durant el pontificat d'Urbà VIII.
- 1738 - Viena (Àustria): es signa el Tractat de Viena de 1738 entre França i el Sacre Imperi Romanogermànic que posa final a la Guerra de Successió Polonesa modificant el mapa polític europeu per assegurar l'equilibri entre les dues potències europees.
- 1918 - Es funda la república de Letònia.
- 1976 - Madrid, Espanya: és aprovada per les Corts franquistes la Llei per a la Reforma Política (Llei 1/1977, de 4 de gener), l'instrument jurídic que va permetre l'eliminació d'estructures de la dictadura franquista des d'un punt de vista jurídic.
- 1985 - Estats Units: es comença a publicar la tira còmica Calvin i Hobbes, escrita i dibuixada per Bill Watterson.
- 1990 - Pointe-à-Pitre, illa de Guadalupe: Florence Arthaud és la primera dona que guanya la Ruta del Rom, cursa transatlàntica en solitari.[5]
- 2004 - Estrasburg, Alsàcia, França: després que l'italià Rocco Buttiglione fos substituït pel també italià Franco Frattini, l'Europarlament ratifica l'equip de comissaris de Durão Barroso.
- 2004 - Little Rock, Arkansas, EUA: Bill Clinton inaugura la Biblioteca Presidencial William Jefferson Clinton.[6]
- 1991: Cau la ciutat croata de Vukovar a mans de l'exèrcit i paramilitars Serbis.

## Naixements
Països Catalans
- 1870 - Barcelona: Salvador Alarma, decorador i escenògraf modernista.
- 1871 - Collbató (Baix Llobregat): Amadeu Vives i Roig, compositor i escriptor català (m. 1932).
- 1903 - Barcelonaː Emília Palau Montolio, pianista catalana (m. 1980).[7]
- 1915 - Barcelona: Rosa Mas i Mallén, violinista i compositora catalana (m. 1988).[8]
- 1937 - Barcelona: Josepa Soler i Erill, jugadora, entrenadora i directiva de basquetbol catalana.[9]
- 1941
  - Barcelona: Xavier Romeu i Juvé, escriptor, professor i polític independentista i marxista català.
  - Terrassa (Vallès Occidental): Marta Pessarrodona, poetessa, narradora i crítica literària catalana.[10]
- 1942 - Barcelona: Mònica Randall, actriu de cinema, teatre i televisió catalana
- 1953 - Reus (Baix Camp): Pere Anguera i Nolla, escriptor i historiador català (m. 2010).
- 1960 - Barcelona: Eduard Márquez, escriptor català
- 1962 - Barcelona: Mònica Miquel, política catalana, diputada al Congrés dels Diputats en la VII Legislatura i alcaldessa de Cubelles.
- 1965 - Cervera: Pepa Fernández, periodista catalana coneguda especialment per la seva activitat radiofònica.
- 1975 - 
  - Gavà: Raquel Sánchez i Jiménez, advocada i política catalana; ha estat alcaldessa de Gava i ministra d'Espanya.[11]
  - Sabadell: Esther Vivas, periodista, sociòloga, activista, investigadora en moviments socials i polítiques alimentàries.[12]
- 1985 - Palma (Mallorca): Maria del Mar Serrano Barceló, lluitadora lliure mallorquina.
- 1992 - Bescanó, el Gironès: Queralt Casas Carreras, jugadora catalana de basquetbol.[13]

Resta del món
- 1786 - Eutin (Alemanya): Carl Maria von Weber, compositor romàntic alemany (m. 1826).[14]
- 1818 - París: Marie Guy-Stéphan, ballarina francesa.[15]
- 1840 - València: Antoni Muñoz Degrain, pintor valencià del corrent eclèctic (m. 1924).
- 1862 - València: Francesc Martí Grajales, periodista, assagista i erudit valencià (m. 1920).
- 1888 - San Francisco: Frances Marion, periodista, escriptora i guionista estatunidenca.[16]
- 1893 - Betlem: Karimeh Abbud, fotògrafa professional i artista palestina, de les primeres dones fotògrafes en el món àrab.[17]
- 1897 - Londres (Anglaterra): Patrick Maynard Stuart Blackett, físic anglès, Premi Nobel de Física de 1948 (m. 1974).
- 1899 - Budapest (Hongria): Eugene Ormandy, director d'orquestra hongarès (m. 1985).
- 1902 - Nova York (EUA): Lillian Fuchs, violista, mestra i compositora nord-americana. (m. 1995).
- 1906
  - Nova York (EUA): George Wald, bioquímic nord-americà, Premi Nobel de Medicina o Fisiologia de l'any 1967 (m. 1997).
  - Múnic (Alemanya): Klaus Mann, escriptor alemany (m. 1949).
- 1913 - Damiata, Egipte: Aisha Abd al-Rahman, escriptora i professora de literatura egípcia (m. 1998).[18]
- 1923 - Derry, Nou Hampshire (EUA): Alan Shepard, pilot de proves i astronauta estatunidenc, la segona persona que va arribar a l'espai (m. 1998).[19]
- 1930 - Luleà, Suècia: Sonja Edström, esquiadora de fons sueca (m. 2020).[20]
- 1931 - Madrid, Blanca Álvarez, periodista espanyola, pionera de Televisió Espanyola des de la seva fundació.[21]
- 1939 - 
  - Nova York (EUA): John O'Keefe, neurocientífic i psicòleg nord-americà, Premi Nobel de Medicina o Fisiologia de l'any 2014.
  - Ottawa, Canadà: Margaret Atwood, poeta, novel·lista, crítica literària, professora universitària i activista política canadenca.
  - Saigon: Amanda Lear, cantant, lletrista, pintora, presentadora de televisió, actriu i ex model francesa.
- 1940 - Argentina: Susana Ruiz Cerutti, advocada, diplomàtica i política que fou Ministra d'Afers Exteriors argentina.[22]
- 1948 - L'Havana: Ana Mendieta, artista cubana (m. 1985).[23]
- 1960 - 
  - Madrid: Mercedes Pérez Merino, sindicalista i política espanyola.[24]
  - Sarighamish (Turquia): Yeşim Ustaoğlu, guionista i directora de cinema turca.[25]
- 1970 - 
  - Syracuse, Nova York: Megyn Marie Kelly, periodista estatunidenca.[26]
  - Sydney: Peta Gia Wilson, actriu, dissenyadora de llenceria i model australiana, coneguda pel seu paper com a Nikita.[27]
- 1975 - Illinois: Reshma Saujani, política i advocada, fundadora de l'organització sense ànim de lucre Girls Who Code.[28]
- 1982 - París, Marlène Schiappa, política francesa. Ministra delegada encarregada de la Ciutadania.[29]
- 1983 - París: Julia Ducournau, directora de cinema francesa, Palma d'Or a Cannes.[30]
- 1986 - Hong Kong: Elim Chan, directora d'orquestra, directora titular de l'Orquestra Simfònica d'Anvers.[31]

## Necrològiques
Països Catalans
- 1474 - Barcelona: Sança Ximenis de Cabrera, aristòcrata catalana i promotora artística medieval (n. 1393).[32]
- 1899 - Barcelona: Pilar Pascual de Sanjuán, mestra, feminista i escriptora catalana (n. 1827).
- 1909 - París: Renée Vivien, escriptora (n. 1877).[33]
- 1950 - Sabadell (Vallès Occidental): Antoni Estruch i Serrabogunyà, futbolista català dels anys 1920 (n. 1899).
- 1986 - 
  - Barcelona: Josep Iglésies i Fort, geògraf, historiador i escriptor català (n. 1902).
  - Tarragona: Cinta Font Margalef, llevadora, practicant, docent i funcionària de la Generalitat, exiliada a França i Mèxic (n. 1905).[34]
- 2004 - Altafulla (el Tarragonès): Miquel Porter i Moix, crític i historiador del cinema català, cineasta, cantant (un dels Setze Jutges), sindicalista i rector de la Universitat Catalana d'Estiu.
- 2009 - Manresa: Jaume Melendres i Inglès, autor dramàtic i director d'escena.
- 2023 - Tiana: Concepció Carreras i Fontserè, bibliotecària catalana (n. 1927).

Resta del món
- 1720 - Port Royal, Jamaica: Jack Rackham, conegut com a Calico Jack, capità pirata anglès, per execució a la forca.[35]
- 1886 - Nova York, (EUA): Chester A. Arthur, advocat i 21è president dels Estats Units (n. 1829).[36]
- 1922 - París, França: Marcel Proust, escriptor francès (n. 1871).[37]
- 1941 - Bad Muskau (Saxònia): Walther Hermann Nernst, físic i químic alemany, Premi Nobel de Química de 1920 (n. 1864).
- 1953 - Chevy Chase, Maryland: Ruth Crawford Seeger, compositora nord-americana, especialista en música popular (m. 1953).[38]
- 1962 - Copenhaguen (Dinamarca): Niels Bohr, físic danès, guardonat amb el Premi Nobel de Física 1922 (m. 1885).
- 1976 - París, França: Man Ray, artista
- 1985 - Granada (Andalusia): Jacinto Bosch Vilá, arabista i historiador figuerenc.
- 1987 - Rouen, França: Jacques Anquetil, ciclista francès (n. 1934).
- 1988 - Krimpen, Països Baixos: Lotte Beese, arquitecta, fotògrafa i urbanista de la Bauhaus.[39]
- 2004 - Nova York: Cy Coleman, compositor nord-americà (n. 1929).
- 2015 - Auckland (Nova Zelanda):Jonah Lomu, jugador de rugbi neozelandès.
- 2017 - Buenos Aires: Marta Vásquez, activista argentina, presidenta de Madres de Plaza de Mayo LF (n.1927).[40]

## Festes i commemoracions
- Santoral: sants Noè, patriarca; Romà de Cesarea màrtir; Odó de Cluny, abat; Rose-Philippine Duchesne, religiosa; venerable Josep de Sant Benet, monjo; servents de Déu Bonaventura Codina i Augerolas, bisbe; Sant Benigno Rosario Grech, prevere.
- Festa major petita de Lloret de Mar (Sant Romà).
- Dia Europeu per l'ús prudent dels antibiòtics.